# Mieżurki
Mieżurki (ros. Межурки) – osiedle w Rosji, w rejonie charowskim obwodu wołogodzkiego. W 2010 r. liczyło 85 mieszkańców.